# Berriasiense
| Era Eratema | Periodo Sistema | Época Serie         | Edad Piso                      | Inicio, en millones de años |
| ----------- | --------------- | ------------------- | ------------------------------ | --------------------------- |
| Mesozoico   | Cretácico       | Superior / Tardío   | Maastrichtiense Maastrichtiano | 72,2±0,2                    |
| Mesozoico   | Cretácico       | Superior / Tardío   | Campaniense Campaniano         | 83,6±0,2                    |
| Mesozoico   | Cretácico       | Superior / Tardío   | Santoniense Santoniano         | 85,7±0,2                    |
| Mesozoico   | Cretácico       | Superior / Tardío   | Coniaciense Coniaciano         | 89,8±0,3                    |
| Mesozoico   | Cretácico       | Superior / Tardío   | Turoniense Turoniano           | 93,9±0,2                    |
| Mesozoico   | Cretácico       | Superior / Tardío   | Cenomaniense Cenomaniano       | 100,5±0,1                   |
| Mesozoico   | Cretácico       | Inferior / Temprano | Albiense Albiano               | 113,2±0,3                   |
| Mesozoico   | Cretácico       | Inferior / Temprano | Aptiense Aptiano               | 121,4±0,6                   |
| Mesozoico   | Cretácico       | Inferior / Temprano | Barremiense Barremiano         | 125,77                      |
| Mesozoico   | Cretácico       | Inferior / Temprano | Hauteriviense Hauteriviano     | 132,6±0,6                   |
| Mesozoico   | Cretácico       | Inferior / Temprano | Valanginiense Valanginiano     | 137,05±0,20                 |
| Mesozoico   | Cretácico       | Inferior / Temprano | Berriasiense Berriasiano       | 143,1                       |
| Mesozoico   | Jurásico        | Jurásico            | Jurásico                       | 201,4±0,2                   |
| Mesozoico   | Triásico        | Triásico            | Triásico                       | 251,9±0,024                 |

El Berriasiense o Berriasiano es el primer piso y edad del Cretácico Inferior/Temprano, en la escala temporal geológica. Sucede al Titoniense (último piso y edad del Jurásico) y precede al Valanginiense. Se inició hace unos 143,1 millones de años y terminó hace unos 137,05 millones de años.
En esta edad, de los saurópodos abundaron los titanosaurios, los dinosaurios aviares se diversifican rápidamente y muchos otros grupos de dinosaurios se agrandan, tales como los terópodos, ceratopsianos y ornitópodos.
El Berriasiense se introdujo en la literatura científica por el geólogo y paleontólogo francés Henri Coquand en 1871. Recibe su nombre de la ciudad de Berrias (departamento de Ardèche, Francia).

## Sección estratotipo y punto de límite global (GSSP)
La sección estratotipo y punto de límite global (GSSP) para la base del Berriasiense y, por tanto, del sistema Cretácico, está pendiente de definir por la Comisión Internacional de Estratigrafía. Los marcadores candidatos para definir la base del piso son la base del cron  M18r, la base de la zona B de calpionélidos y la primera aparición del amonites Berriasella jacobi.
El techo del Berriasiense se define por el GSSP de la base del Valanginiense, que se caracteriza por la primera aparición del género de amonites Thurmanniceras, el cual a su vez marca la base de la biozona de ammonites T. pertransiens.